# انگارو، هوکایدو
انگارو، هوکایدو (به لاتین: Engaru, Hokkaido) یک منطقهٔ مسکونی در ژاپن است که در Okhotsk Subprefecture واقع شده‌است. انگارو  ۲۰٬۷۵۷ نفر جمعیت دارد.

## نگارخانه

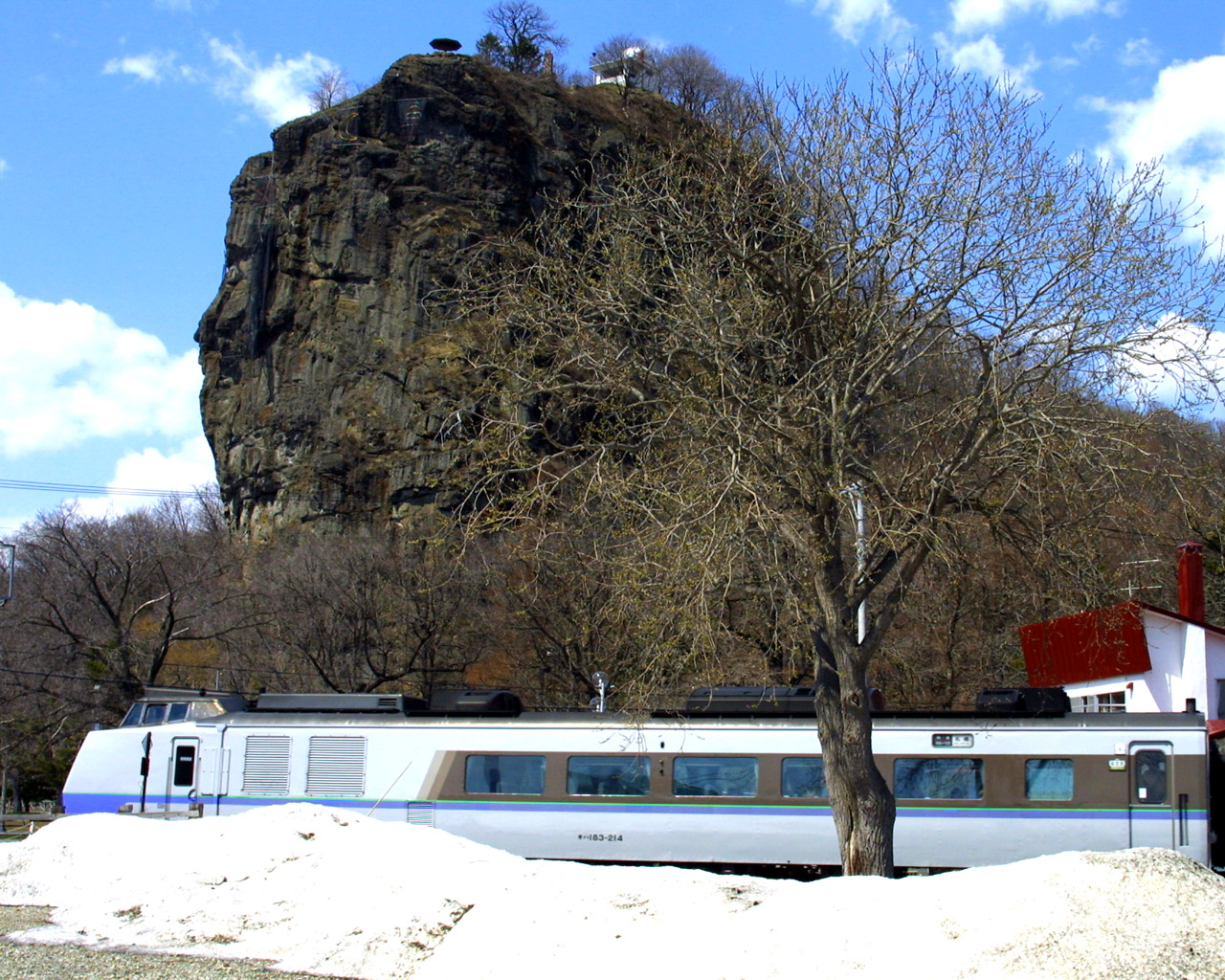
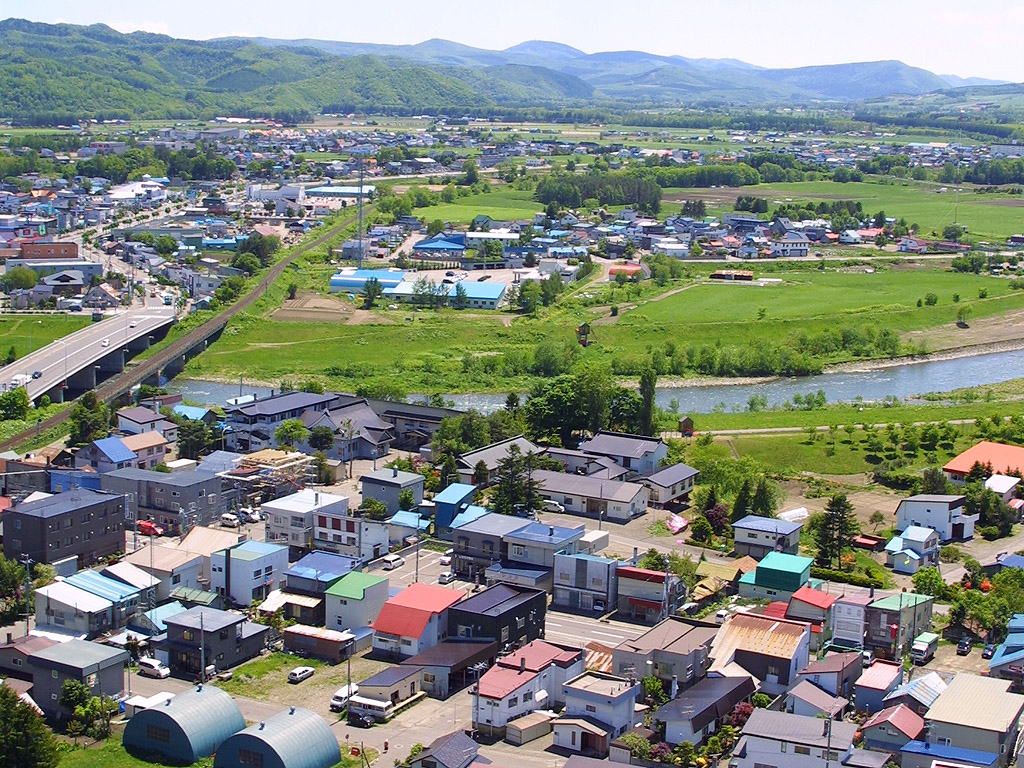
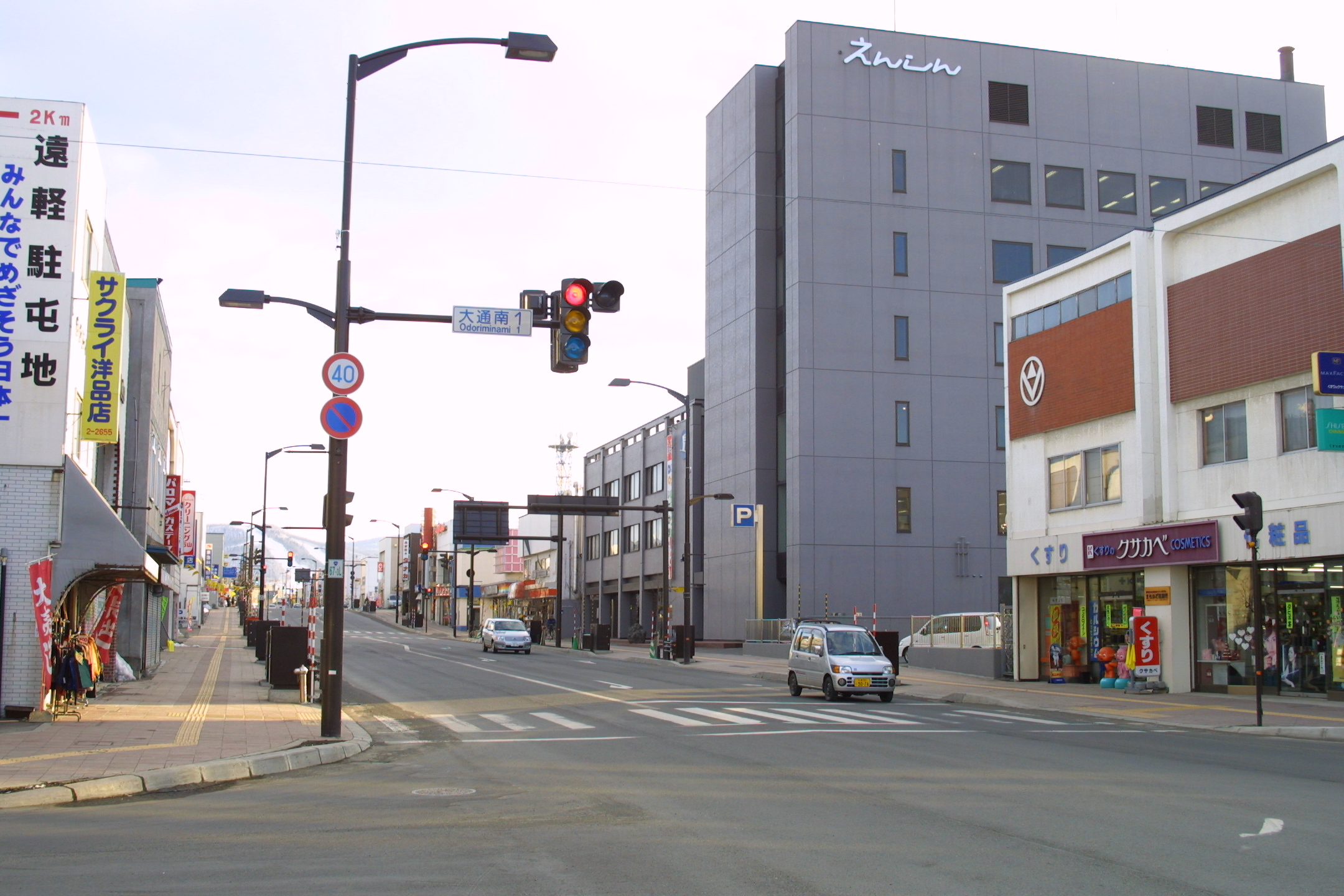
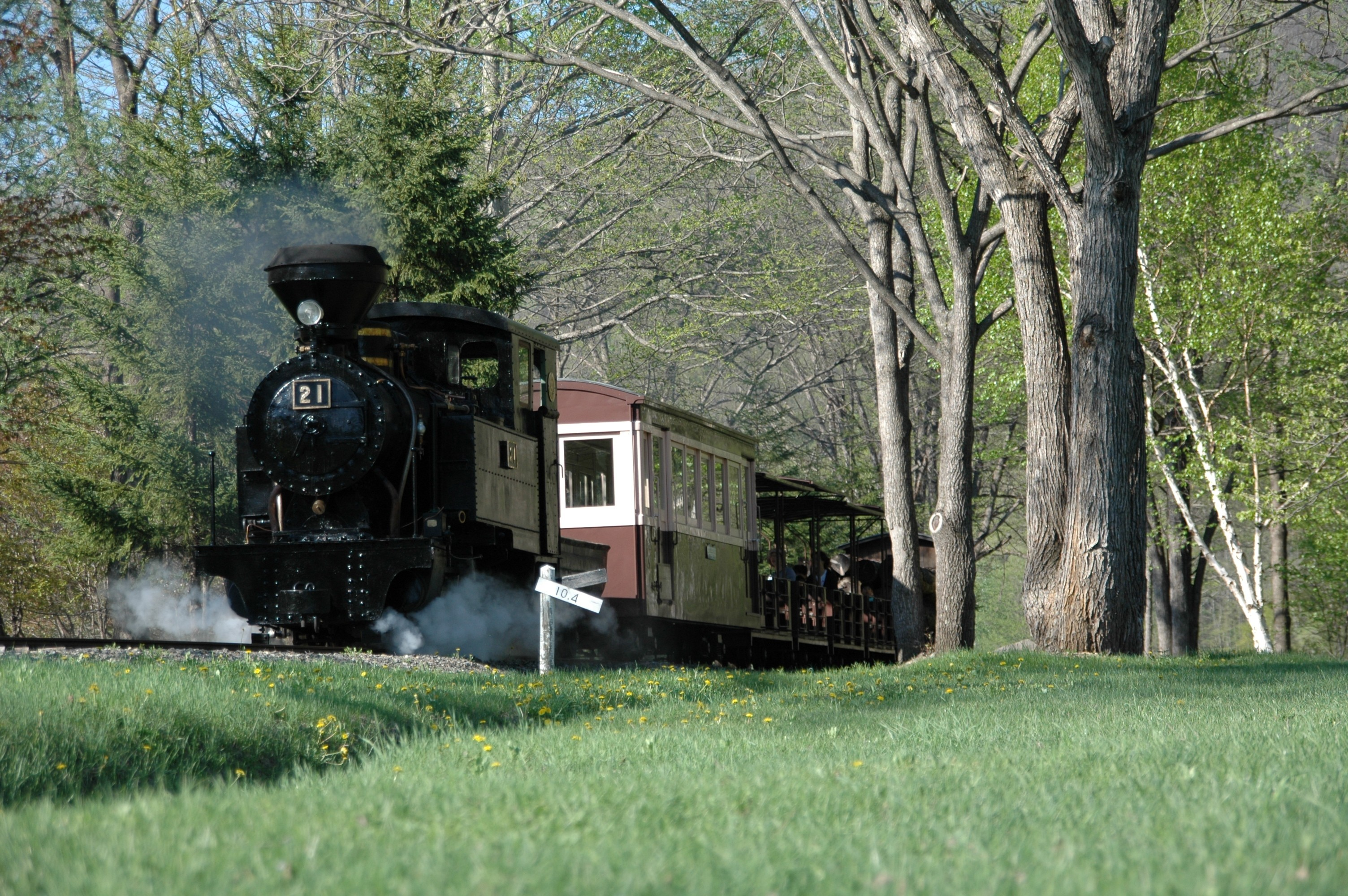
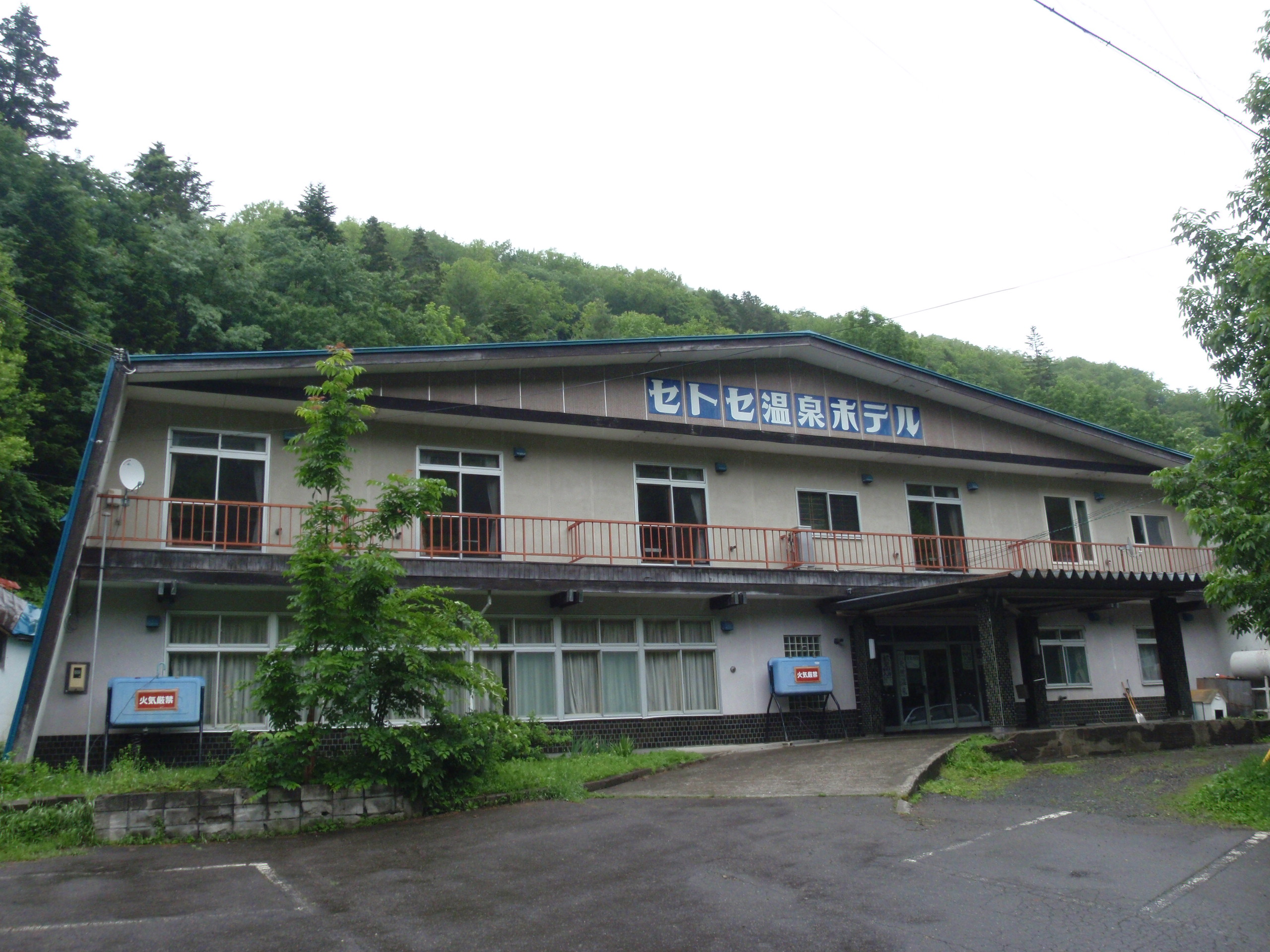
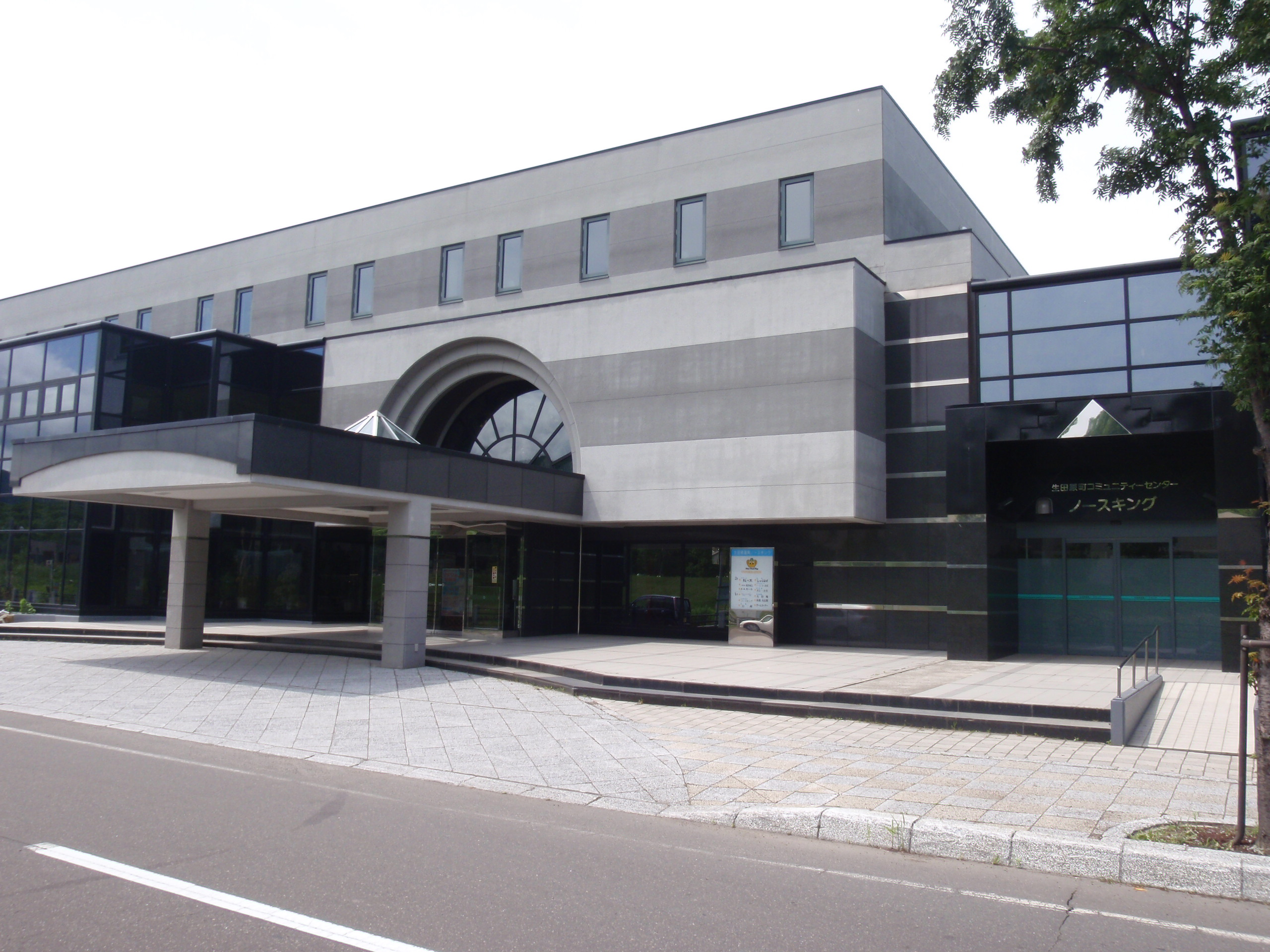
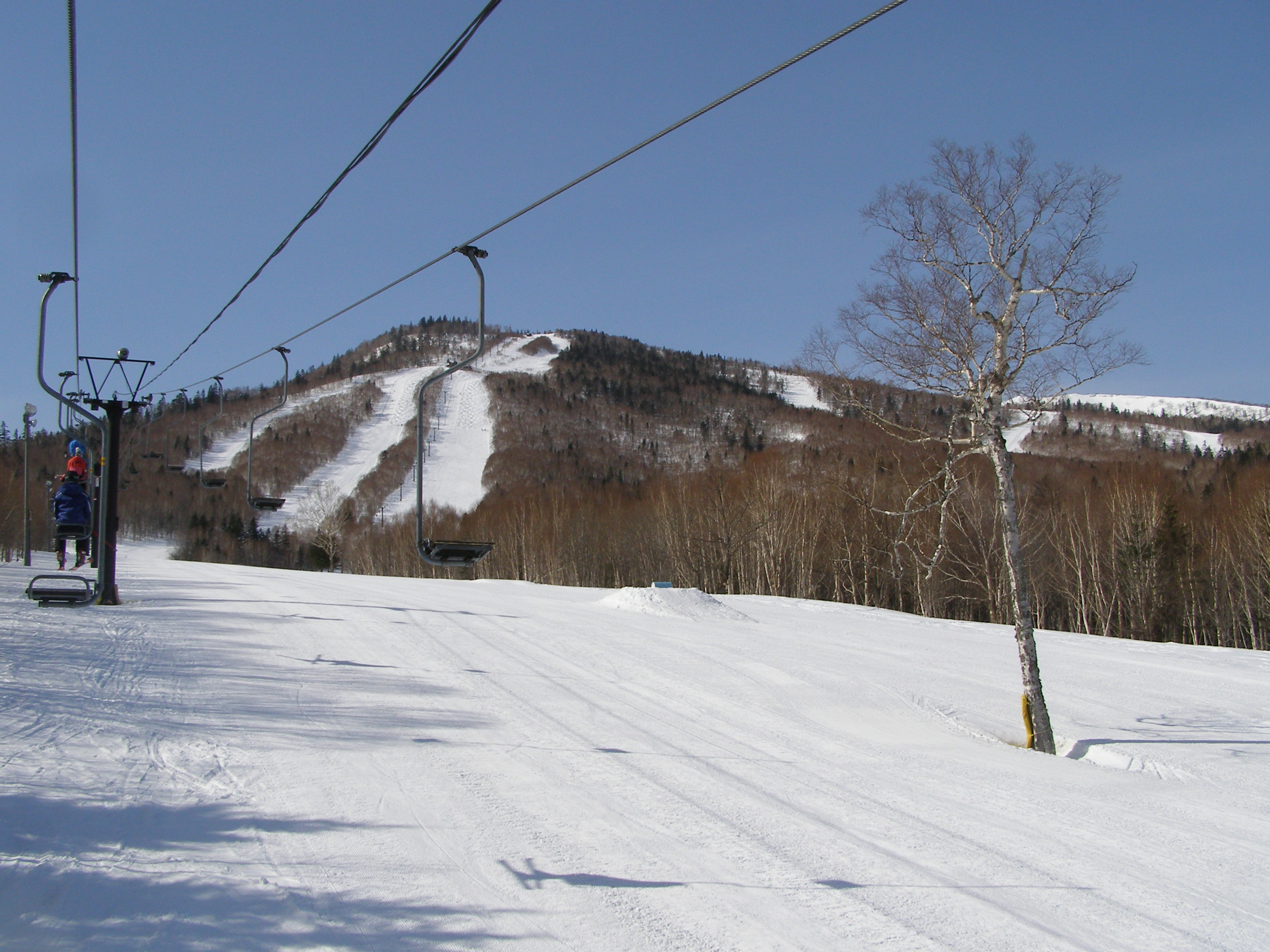
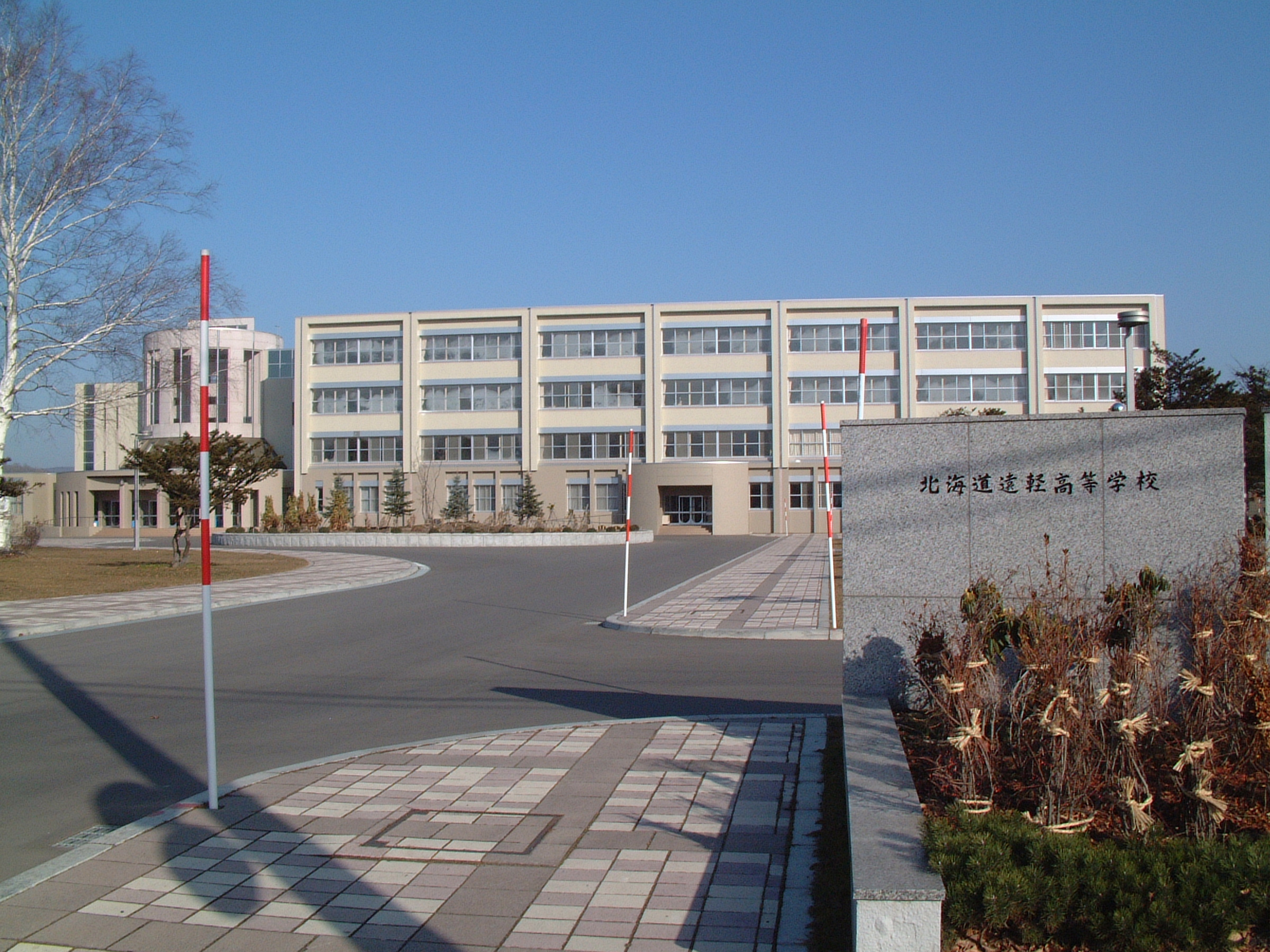